# Cölestin Flottwell
Cölestin Flottwell (* 5. April 1711 in Königsberg i. Pr.; † 2. Januar 1759  ebenda) war ein deutscher Germanist. Er wirkte als Lehrer und Hochschullehrer in Königsberg.

## Familie
Cölestin Flottwells Eltern waren Christian Flottwell (1681–1727), Diakon am Königsberger Dom, und dessen Frau Catharina Elisabeth Neufeldt (1689–1755). 1746 heiratete er in Königsberg die Kaufmannstochter Maria Loysa Lübeck aus Königsberg.

## Leben
Cölestin Flottwell studierte Klassische Philologie an der Albertus-Universität Königsberg. 1737 wurde er zum Dr. phil. promoviert. Im (hochpolitischen) orthodox-liberalen Theologenstreit um Luthertum und  Pietismus meinte er am 2. April 1739: „Die theologische Fakultät raset, und noch zur Zeit ist die spanische Inquisition gelinder als sie.“
Auf Johann Christoph Gottscheds Veranlassung gründete Flottwell 1741 die Königliche Deutsche Gesellschaft (Königsberg). Ihr legte er den Plan eines deutschen Wörterbuchs vor. 1750 wurde er Rektor der Domschule, der ältesten Schule Ostpreußens.  An der Albertus-Universität war er Professor für Rhetorik. Im Dezember 1755 wurde er Ehrenmitglied der Russischen Akademie der Wissenschaften in Sankt Petersburg. Er starb mit 48 Jahren.